# Matthijs van Miltenburg

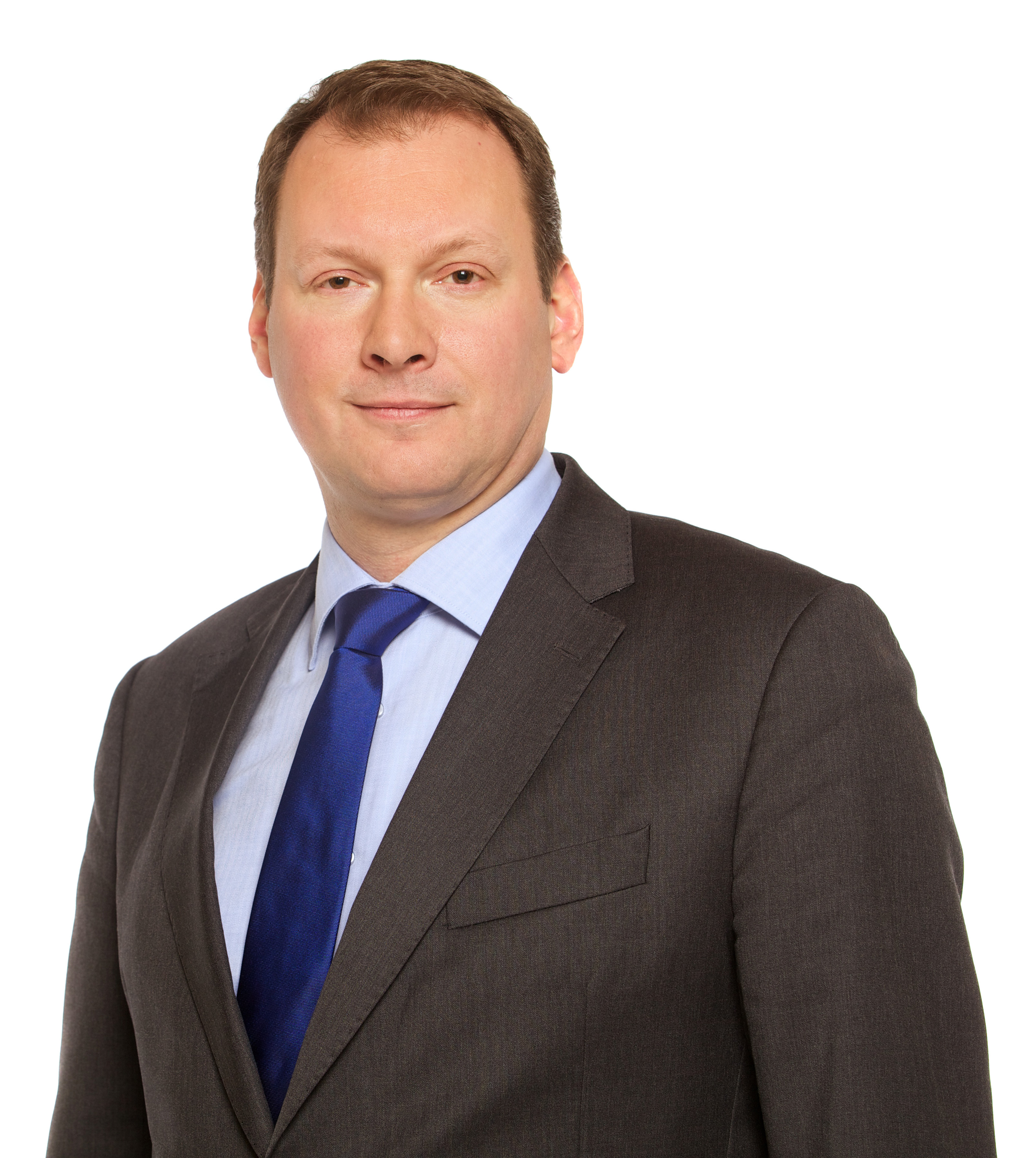
Matthijs van Miltenburg

Matthijs van Miltenburg (* 2. April 1972 in Rosmalen) ist ein niederländischer Politiker der Democraten 66.

## Leben
Miltenburg studierte Rechtswissenschaften an der Universität Tilburg. Von 1997 bis 2001 war er für das Ministerie van Verkeer en Waterstaat tätig. Miltenburg ist seit 2014 Abgeordneter im Europäischen Parlament. Dort ist er Mitglied im Ausschuss für regionale Entwicklung und in der Delegation in der Parlamentarischen Versammlung Europa-Lateinamerika.